# Ядерна пластинка

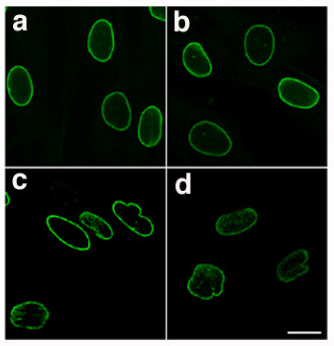
Конфокальний мікроскопічний аналіз дермальних фібробластів у первинній культурі від контролю (a і b) і суб’єкта з HGPS (c і d). Мічення проводили антитілами проти ламіну A/C. Зверніть увагу на наявність ядерної оболонки неправильної форми у багатьох фібробластах суб’єкта

Ядерна пластинка або ядерна ламіна — це щільна волокниста сітка білків, яка вистилає внутрішню поверхню ядерної мембрани клітинних ядер еукаріотичних клітин. Це мережа волокон товщиною від 30 до 100 нм, що складається з проміжних філаментів і мембранних білків, і відіграє вирішальну роль у підтримці структурної цілісності ядра.
Крім структурної функції, ядерна пластинка бере участь у реплікації ДНК і поділі клітин, в організації хроматину та регуляції експресії генів, а також закріплює ядерні порові комплекси, вбудовані в ядерну оболонку.
Ядерна пластинка пов'язана з внутрішньою стороною внутрішньої ядерної мембрани ядерної оболонки. Ядерна пластинка схожа за структурою на ядерний матрикс, який простягається по всій нуклеоплазмі.

## Будова і склад
Ядерна пластинка – це складна мережа білків, яка забезпечує опорний каркас для ядерної оболонки. Її основні компоненти включають ламіни та асоційовані з ламінами білки.
Наявність ламінових поліпептидів є властивістю всіх тварин. У геномі хребетних ламіни кодуються трьома генами. Шляхом альтернативного сплайсингу отримують принаймні сім різних поліпептидів (варіантів сплайсингу), деякі з яких є специфічними для статевих клітин і відіграють важливу роль у реорганізації хроматину під час мейозу. Не всі організми мають однакову кількість генів, що кодують ламін; Drosophila melanogaster, наприклад, має лише 2 гени, тоді як Caenorhabditis elegans має лише один.

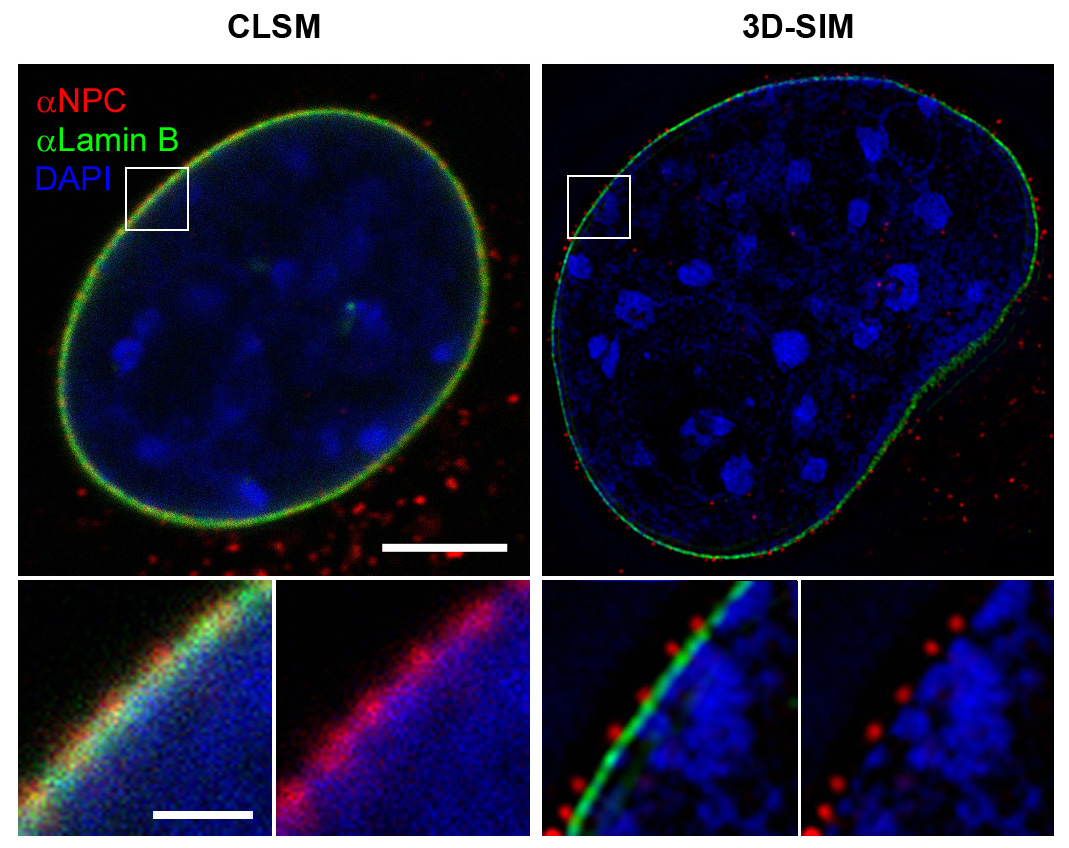
Порівняння роздільної здатності, отриманої за допомогою конфокальної лазерної скануючої мікроскопії (ліворуч) і 3D-мікроскопії зі структурованим освітленням (3D-SIM-мікроскопія, праворуч). Верхні зображення показують ядро клітини миші, білі прямокутники збільшені внизу. Ядерні пори (анти-NPC, червоний) ядерна оболонка (анти-Ламін, зелений). Хроматин/ДНК (DAPI, синій). масштабні шкали: зверху 5 мкм, знизу 1 мкм.

### Ламіни
Первинними компонентами ядерної пластинки є ламіни, сімейство білків проміжних філаментів. Вони утворюють паралельні розташовані в шаховому порядку димери, які асоціюються латерально, створюючи структури вищого порядку, такі як нитки та мережі.
Ламіни мають характерну молекулярну структуру, що складається з центрального альфа-спірального стрижневого домену з спіральною спіраллю, фланкованого глобулярними головним і хвостовим доменами. Стрижневий домен сприяє димеризації та утворенню структур вищого порядку. Глобулярні домени забезпечують взаємодію з іншими білками та складання ламінів у щільну сітку.
Ламіни можна класифікувати на два основних типи: тип А і тип В. Кожен тип має різні властивості та функції в клітині:
Ламіни А-типу: ламіни А-типу кодуються геном LMNA і включають ламін А та ламін С, які утворюються шляхом альтернативного сплайсингу. Ламіни А-типу в основному експресуються в диференційованих клітинах і відіграють важливу роль у підтримці ядерної структури, організації хроматину та регуляції генів.
Ламіни B-типу: ламіни B-типу кодуються окремими генами, LMNB1 і LMNB2, які утворюють ламін B1 і ламін B2 відповідно. Ламіни B-типу експресуються в усіх типах клітин, і вони необхідні для клітинної проліферації та правильної збірки ядерної оболонки під час клітинного поділу.

### Білки, асоційовані з ламінами
Крім ламінів, кілька інших білків взаємодіють з ядерною пластинкою, сприяючи її загальній функції та організації. Ці білки включають інтегральні білки внутрішньої ядерної мембрани (наприклад, емерин, рецептор ламіну В), а також периферичні мембранні білки, що беруть участь в організації хроматину, регуляції генів і передачі сигналу.  Завдяки своєму розташуванню всередині внутрішньої мембрани або асоціації з нею вони опосередковують прикріплення ядерної пластинки до ядерної оболонки.

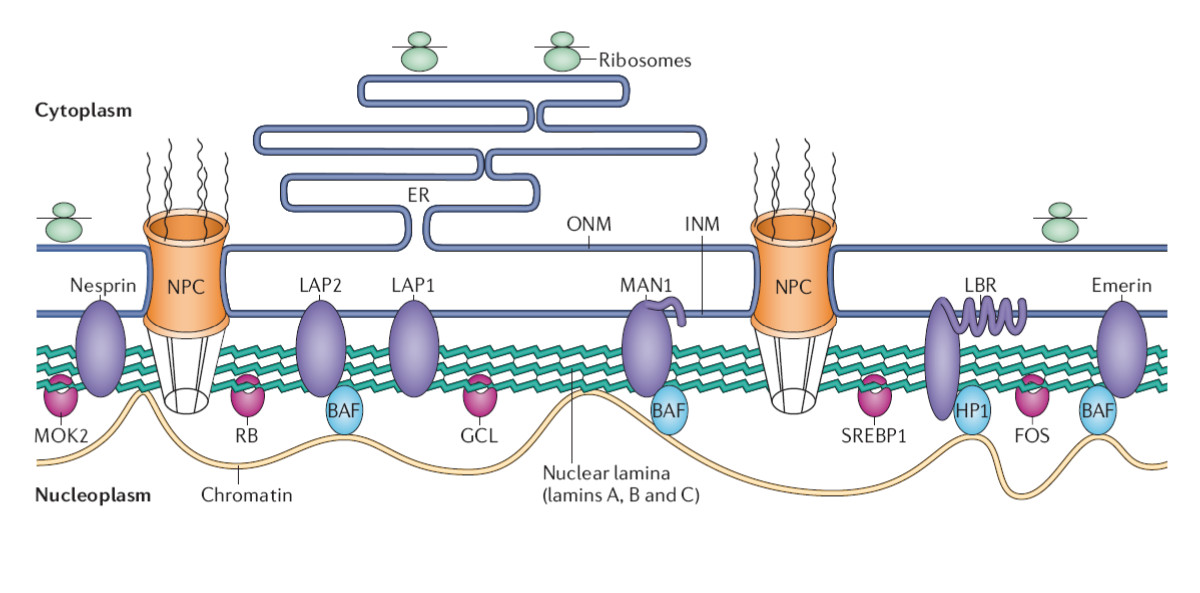
Будова і функції ядерної пластинки. Ядерна пластинка лежить на внутрішній поверхні внутрішньої ядерної мембрани (INM), де вона служить для підтримки ядерної стабільності, організації хроматину та зв’язування ядерних порових комплексів (NPC), а також постійно зростаючого списку білків ядерної оболонки (фіолетовий) і факторів транскрипції. (рожевий). Білки ядерної оболонки, які зв’язані з пластинкою, включають несприн, емерин, асоційовані з пластинкою білки 1 і 2 (LAP1 і LAP2), рецептор ламіну B (LBR) і MAN1. Транскрипційні фактори, які зв’язуються з пластинкою, включають регулятор транскрипції ретинобластоми (RB), беззародкові клітини (GCL), зв’язуючий білок стеринового відповідного елемента (SREBP1), FOS і MOK2. Бар’єрний фактор аутоінтеграції (BAF) — це білок, асоційований з хроматином, який також зв’язується з ядерною пластинкою та декількома вищезгаданими білками ядерної оболонки. Білок гетерохроматину 1 (HP1) зв’язує як хроматин, так і LBR. ОНМ – зовнішня ядерна мембрана.

## Аспекти ролі та взаємодії
Ядерна пластинка збирається шляхом взаємодії двох поліпептидів ламіну, в яких α-спіральні ділянки накручені одна навколо одної, щоб утворити дволанцюгову α-спіральну структуру зі згорнутою спіраллю, за якою слідує асоціація численних димерів «голова до хвоста». Лінійно витягнутий полімер витягнутий убік за рахунок асоціації полімерів, яка розташована поруч, у результаті чого утворюється двовимірна структура, що лежить в основі ядерної оболонки. Окрім забезпечення механічної підтримки ядра, ядерна пластинка відіграє важливу роль в організації хроматину, регуляції клітинного циклу, реплікації ДНК, відновленні ДНК, диференціації клітин і апоптозі.

### Організація хроматину
Невипадкова організація геному переконливо свідчить про те, що ядерна пластинка відіграє певну роль в організації хроматину. Було показано, що поліпептиди ламіну мають спорідненість до зв’язування хроматину через їхні α-спіральні (стрижнеподібні) домени в специфічних послідовностях ДНК, які називаються областями приєднання матриці (MAR). MAR має довжину приблизно 300–1000 bp і має високий вміст A/T. Ламіни A і B також можуть зв'язувати гістони через елемент послідовності в їх хвостовому домені.
Хроматин, який взаємодіє з пластинкою, утворює асоційовані з пластинкою домени (LAD). Середня довжина LAD людини становить 0,1–10 MBp. LAD фланковані CTCF-зв'язуючими сайтами.

### Регуляція клітинного циклу
На початку мітозу (профази, прометафази) клітинний механізм бере участь у розбиранні різних клітинних компонентів, включаючи такі структури, як ядерна оболонка, ядерна пластинка та комплекси ядерних пор. Цей ядерний розпад необхідний для того, щоб мітотичне веретено могло взаємодіяти з (конденсованими) хромосомами та зв’язувати їх у своїх кінетохорах.
Ці різні події розбирання ініціюються протеїнкіназним комплексом циклін B/Cdk1 (MPF). Як тільки цей комплекс активується, клітина примушується до мітозу шляхом наступної активації та регуляції інших протеїнкіназ або прямого фосфорилювання структурних білків, які беруть участь у цій клітинній реорганізації. Після фосфорилювання цикліном B/Cdk1, ядерна пластинка деполімеризується, і ламіни B-типу залишаються пов’язаними з фрагментами ядерної оболонки, тоді як ламіни A-типу залишаються повністю розчинними протягом решти мітотичної фази.
Важливість розпаду ядерної пластинки на цьому етапі підкреслюється експериментами, де інгібування події розкладання призводить до повної зупинки клітинного циклу.
Наприкінці мітозу (анафаза, телофаза) відбувається ядерна повторна збірка, яка сильно регулюється в часі, починаючи з асоціації «скелетних» білків на поверхні ще частково конденсованих хромосом, після чого відбувається збірка ядерної оболонки. Утворюються нові комплекси ядерних пор, через які ядерні ламіни активно імпортуються за допомогою їх NLS. Ця типова ієрархія ставить питання про те, чи виконує ядерна пластинка на цій стадії стабілізуючу роль чи якусь регулятивну функцію, оскільки ясно, що вона не відіграє істотної ролі в зборі ядерної мембрани навколо хроматину.

### Ембріональний розвиток і диференціація клітин
Наявність ламінів в ембріональному розвитку легко спостерігається в різних модельних організмах, таких як Xenopus laevis, курча та ссавці. У Xenopus laevis ідентифіковано п'ять різних типів, які присутні в різних моделях експресії на різних стадіях ембріонального розвитку. Основними типами є LI і LII, які вважаються гомологами ламіну B1 і B2. LA вважаються гомологічними ламіну A та LIII як ламін B-типу. Існує четвертий тип, специфічний для статевих клітин.
На ранніх ембріональних стадіях курчати наявні лише ламіни В-типу. На наступних стадіях експресія ламіну B 1 знижується, і спостерігається поступове збільшення експресії ламіну A. Здається, розвиток ссавців прогресує подібним чином. В останньому випадку також на ранніх стадіях експресуються ламіни В-типу. Ламін B1 досягає найвищого рівня експресії, тоді як експресія B2 є відносно постійною на ранніх стадіях і починає збільшуватися після диференціювання клітин. З розвитком різних типів тканин на відносно просунутій стадії розвитку відбувається збільшення рівнів ламіну А та ламіну С.
Ці знахідки вказують на те, що у своїй основній формі функціональна ядерна пластинка потребує лише пластин B-типу.

### Реплікація ДНК
Різні експерименти показують, що ядерна пластинка відіграє роль у фазі подовження реплікації ДНК. Було припущено, що ламіни забезпечують каркас, необхідний для складання комплексів елонгації, або що вони забезпечують точку ініціації для складання цього ядерного каркасу.
Під час реплікації присутні не тільки ламіни, пов’язані з ядерною пластинкою, але також присутні вільні поліпептиди ламіну, які, здається, відіграють деяку регулятивну роль у процесі реплікації.

### Репарація ДНК
Репарація (відновлення) дволанцюгових розривів ДНК може відбуватися за допомогою одного з двох процесів: негомологічного з’єднання кінців (NHEJ) або гомологічної рекомбінації (HR). Ламіни А-типу сприяють генетичній стабільності, підтримуючи рівні білків, які відіграють ключову роль у NHEJ та HR. Мишачі клітини, дефіцитні для дозрівання преламіну А, демонструють підвищене пошкодження ДНК та хромосомні аберації та є більш чутливими до агентів, що пошкоджують ДНК.

### Апоптоз
Апоптоз є формою запрограмованої клітинної смерті, яка має вирішальне значення для гомеостазу тканин і захисту організму від інвазивного проникнення патогенів. Апоптоз — це чітко регульований процес, під час якого ядерна пластинка розбирається на ранній стадії.
На відміну від індукованого фосфорилюванням розбирання під час мітозу, ядерна пластинка руйнується шляхом протеолітичного розщеплення, і цільовими є як ламіни, так і асоційовані з ядерною пластинкою мембранні білки. Ця протеолітична активність здійснюється членами сімейства каспаз-білків, які розщеплюють ламіни після залишків аспарагінової кислоти (Asp).

## Ламінопатії
Дефекти в генах, що кодують ядерний ламін (таких як ламін А і ламін B1), були причетні до різноманітних захворювань (ламінопатій), таких як:
- М'язова дистрофія Емері-Дрейфуса - хвороба виснаження м'язів.
- Прогерія - передчасне старіння.
- Рестриктивна дермопатія - захворювання, пов'язане з надзвичайно напруженою шкірою та іншими важкими аномаліями новонародженого.

## Методи дослідження
Вивчення ядерної пластинки вимагає поєднання передових методів дослідження, які дозволяють візуалізувати, маніпулювати та аналізувати її структуру, функції та взаємодію з іншими клітинними компонентами. Деякі з найбільш часто використовуваних методів включають:
- Імунофлуоресценція є широко використовуваним методом, який передбачає використання флуоресцентно мічених антитіл для виявлення специфічних білків у клітинах. Цей метод дозволяє візуалізувати ламіни[14] та білки, пов’язані з ламіном[15], усередині ядерної пластинки, забезпечуючи уявлення про їх субклітинну локалізацію, розподіл та організацію.
- Електронна мікроскопія, включаючи трансмісійну електронну мікроскопію (ТЕМ) і скануючу електронну мікроскопію (СЕМ), забезпечує зображення клітинних структур з високою роздільною здатністю, наприклад ядерної пластинки. Ці методи можуть виявити ультраструктурні деталі мережі ламіни та її взаємодію з іншими компонентами ядерної оболонки, такими як внутрішня ядерна мембрана та хроматин.[16][17][2]
- Біохімічні аналізи: для вивчення властивостей і функцій ламінів і білків, пов’язаних з ламінами, можна використовувати різні біохімічні методи. Ці методи включають очищення білка, аналізи зв’язування in vitro та ферментативні аналізи, які допомагають охарактеризувати взаємодію, діяльність і регуляторні механізми компонентів ядерної пластинки.[18][19][20]
- Системи моделей in vitro: моделі на основі культури клітин, такі як первинні клітини або безсмертні клітинні лінії, пропонують контрольоване середовище для вивчення ролі ядерної пластинки в різних клітинних процесах. Маніпуляції з експресією або функцією ламінів і білків, асоційованих з ламінами, можна досягти за допомогою таких методів, як РНК-інтерференція (RNAi), редагування генома CRISPR/Cas9 і системи надмірної експресії. Ці підходи допомагають дослідникам аналізувати функціональні наслідки специфічних змін у ядерній пластинці.[21]
- Системи моделей in vivo: Моделі на тваринах, наприклад миші з нокаутом, дають цінну інформацію про роль ядерної пластинки в контексті інтактного організму. Створюючи мишей із цілеспрямованими делеціями чи мутаціями в генах lamin або їх взаємодіючих партнерів, дослідники можуть вивчати отримані фенотипи та отримати краще розуміння фізіологічної значущості та наслідків змін у ядерній пластинці.[21]

Разом ці методи дозволяють дослідникам досліджувати складну структуру та функцію ядерної пластинки, надаючи цінну інформацію про її роль у клітинних процесах та її участь у різних захворюваннях.